# Тігециклін
Тігециклін — перший представник антибіотиків групи гліцилциклінів, що є похідними ряду тетрациклінів. Цей препарат застосовується парентерально. За даними ряду досліджень тігециклін здатний переборювати два механізми стійкості бактерій до тетрациклінів. Тігециклін розроблений у лабораторії компанії «Pfizer», і застосовується у США з 2005 року.

## Фармакологічні властивості
Тігециклін — антибіотик широкого спекту дії. Препарат діє бактеріостатично, порушуючи синтез білка в бактеріальних клітинах. Тігециклін здатний переборювати два механізми резистентності бактерій до тетрациклінів: рибосомальний захист і активне виведення. До препарату чутливі такі збудники: стафілококи (особливо метицилінрезистентні штами та штами, нечутливі до глікопептидів), стрептококи, Citrobacter freundii, Citrobacter koseri, Klebsiella oxytoca, Escherichia coli, Clostridium perfringens, Prevotella spp., Enterococcus spp., пептостептококи. Більшість грамнегативних аеробів є нечутливими до тігецикліну. Тігециклін неактивний до Pseudomonas aeruginosa. Нечутливими до препарату є також збудники з роду Bacteroides. Тігециклін зберігає активність до хламідій та мікоплазм на рівні тетрацикліну.

### Фармакодинаміка
Тігециклін застосовується тільки внутрішньовенно. Біодоступність препарату становить 100 %. Препарат добре проникає у більшість тканин організму, найбільші концентрації виявлено в кістковому мозку, слинних залозах, щитоподібній залозі, селезінці та нирках. Метаболізується в організмі не більше 20 % препарату. Тігециклін проникає через плацентарний бар'єр і в грудне молоко. Немає даних за проникнення препарату через гематоенцефалічний бар'єр. Період напіввиведення препарату становить у середньому 42 години при введенні кількох доз. Виводиться з організму тігециклін переважно з жовчю і калом (59 %), а також в незміненому вигляді з сечею.

## Показання до застосування
Тігециклін застосовується при ускладнених інфекціях шкіри та м'яких тканин (за виключенням діабетичної стопи) і ускладнених інфекціях черевної порожнини.

## Побічна дія
При застосуванні тігецикліну можливі наступні побічні реакції :
- Алергічні реакції — часто (1—10 %) свербіж шкіри, висипання на шкірі; із невідомою частотою фотодерматоз, анафілактоїдні реакції, анафілактичний шок.
- зі сторони травної системи — дуже часто (10—50 %) нудота, блювота, діарея; нечасто (0,1—1 %) біль в животі, гострий панкреатит, холестатична жовтяниця, псевдомембранозний коліт, кандидоз ротової порожнини, дисбактеріоз, зміна забарвлення і дефекти емалі зубів (особливо у дітей).
- Зі сторони нервової системи — часто (1—10 %) головний біль, запаморочення; імовірність не визначнеа — явища псевдотуморозного синдрому головного мозку.
- Зміни в лабораторних аналізах —часто (1—10 %) тромбоцитопенія, підвищення рівня МНВ, подовження протромбінового часу, гіпоглікемія, підвищення рівня білірубіну в крові, підвищення рівня креатиніну і сечовини в крові, підвищення рівня активності трансаміназ, підвищення рівня амілази в крові.
- Місцеві реакції — нечасто (0,1—1 %) болючість, набряк у місці введення, флебіти.

При застосуванні тігецикліну по незареєстрованих згідно інструкції фірми-виробника показах (інфекційні ускладнення при діабетичній стопі , госпітальна пневмонія і застосування до антибіотикорезистентних штамів бактерій без урахування локалізації інфекції) спостерігається збільшення ризику летальних наслідків у хворих, при застосуванні згідно показів такого явища не спостерігалося. До групи ризику летальних наслідків при застосуванні тігецикліну входять пацієнти із госпітальною пневмонією та пацієнти із суперінфекцією.

## Протипокази
Протипоказами до застосування тігецикліну є підвищена чутливість до препарату або інших препаратів групи тетрациклінів, вагітність, годування грудьми, дитячий вік до 8 років.

## Форми випуску
Тігециклін випускається у вигляді порошку в флаконах для ін'єкцій по 50 мг.